# European Geostationary Navigation Overlay Service

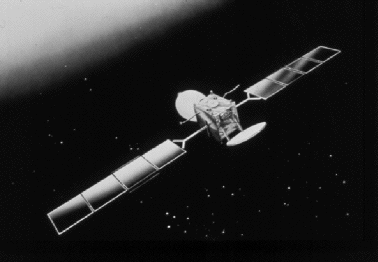
Ilustrace družice typu Inmarsat-3 (obrázek NASA)

EGNOS (European Geostationary Navigation Overlay Service) je aplikace systému SBAS (Satellite Based Augmentation System), který doplňuje a vylepšuje vlastnosti GPS v Evropě.
Považuje se za předstupeň pro GNSS Galileo a proto je část družic v testovacím provozu, nemá žádnou garantovanou dostupnost.
Provozatelem systému je ESA za pomoci 34 pozemních monitorovacích stanic a několika geostacionárních družic komerčních subjektů:
- Inmarsat 3 F-2, AOR-E, (15,5° W), PRN 120, #ID 33 - určen pro vysílání
- Artemis, IOR, (21,5° E), PRN 124, #ID 37 - určen pro testování
- Inmarsat 3 F-5, IOR-W , (25,0° E), PRN 126, #ID 39 - určen pro vysílání
- Inmarsat 3 F-1, IOR-E, (65,5° E), PRN 131, #ID 44 - nepoužívá se
- Astra SES-5, GEO1, (5° E), PRN 136 [5]
- Astra 5B, GEO2, (23,5° E), PRN 123 [5]
- Eutelsat 5 West B, GEO3, (5° W), PRN 121 – testovací [5]

Družice vysílají na stejné frekvenci jako GPS L1, tj. 1575,42 MHz tzv. navigační zprávy, rychlostí 500 bps za použití 1/2 konvolučního kódování a FEC (Forward Error Correcting).
Navigační zpráva 250 bitů EGNOS se skládá z:
- 8 bitů - preambule
- 6 bitů - označení typu zprávy (0-63)
- 212 bitů - datové části
- 24 bitů - paritní části

Mapa pozemních monitorovacích stanic systému EGNOS

Pozemní stanice získávají korekční data charakteristická pro území Evropy a za pomoci družic jsou vysílána k uživatelům. Jeho hlavní přínosy jsou data pro přesnější určení polohy a včasné varování pro případ poruchy některé družice GPS. Jedná se zejména o korekci jevů:
- informace o integritě systému GPS
- dlouhodobé odchylky družic od jejich předpokládaných drah
- dlouhodobé a krátkodobé odchylky atomových hodin družic
- parametry pro ionosférický model
- almanach a navigační zpráva EGNOS družice

Jako indikaci příjmu korekcí se na displeji přijímače GPS může zobrazit zkratka DGPS, SBAS, EGNOS nebo WAAS s čísly nových družic podle #ID nad počet nebo místo standardní družice systému GPS.
Družice systému EGNOS jsou vzhledem k rovníkové poloze v našich zeměpisných šířkách nízko nad obzorem. Proto je využití vhodné uvažovat především v leteckém provozu.